# Rhynchophoromyces unguicola
Rhynchophoromyces unguicola är en svampart som först beskrevs av Roland Thaxter, och fick sitt nu gällande namn av I.I. Tav. 1985. Rhynchophoromyces unguicola ingår i släktet Rhynchophoromyces och familjen Ceratomycetaceae.   Inga underarter finns listade i Catalogue of Life.